# イニシャル
イニシャル（英語: initial、頭文字（かしらもじ））とは、主にアルファベットを用いる表記体系において、名称を含む単語の、あるいはときに題名などの、最初の1文字である。

## 人名
特に姓名（フルネーム）の頭文字全体のこともいう（複数形initialsの用法に相当）。例えば、John SmithのJ. S.など。また、ミドルネームはイニシャルで表記されることが多い。また、イニシャルは姓名どちらかの頭文字のみでも可。

### 言語圏ごとの類型

#### 欧米人
ミドルネームを持つことによってフルネームが長くなってしまう場合に、ミドルネームだけをイニシャルにして表現することが一般的におこなわれている。これをミドルイニシャルと
言う。また、ミドルネームを持たず、ミドルイニシャルだけを持つ人もいる（例.Robert E. Lee Farisなど）。
『スパイダーマン』のヒロイン、メリー・ジェーン・ワトソン (Mary Jane Watson) は作品中で「M. J.（エム・ジェー）」とアルファベットの羅列で呼ばれている。

#### 日本人
日本人のイニシャルも、「名を前に、姓を後ろに」置いてローマ字表記した頭文字とする方法が通例だとされる。例えば、山田太郎はローマ字表記するとTarō Yamadaであるから、イニシャルはT. Y.となる。しかしこれは欧米のように「名前-苗字」の順序に従っただけであり、日本人の名前を表しているとは言いがたいものがある。
近年、文化相対主義の立場から日本語の語順をそのままローマ字表記で示す場合がある。この場合、Yamadaが姓であることを示すために、YAMADA Tarō (YAMADA, T.) と姓を大文字で示す場合が多い。
そこで、「姓を前に、名を後ろに」置いた頭文字とする日本式のケースがある。この場合、例えば、山田太郎をこの方法でローマ字表記するとYamada Tarōとなり、イニシャルはY. T.となる。日本式の順序が使われる場面としては、例えばテレビ番組におけるイニシャルトークでの芸能人のゴシップ話などが挙げられる。この場面ではローマ字表記ではなくY田T郎のような伏字表現の延長として捉えることもできる。
どちらを使うかは混同気味で、一長一短がある。

#### 中国人
中国人の場合は姓→名のそのままの順で表記されるのが一般である。例えば、Mao Zedong（毛沢東）、Chiang Kai-shek（蔣介石）など。

### 目的
1. 短縮名。
2. 署名。欧米において、「契約書などの重要事項の説明条項を確認し、それに同意したこと」を示す目的で、その条項の横などにイニシャルを記入することが行われている（日本で同様のケースでは捺印する場合が多い）。ここでは「姓名どちらかの頭文字のみ」は不適である[1]。
3. 匿名。
4. 装飾。後述のドロップキャップやイニシャルキャップとして書籍、映画のキャプション、商品パッケージなどで使われる場合がある。

## 生物学名
生物の学名では、属名は初出以降は「イニシャル + .」で表すことができる。たとえば Homo sapience と書いたあとに、再び言及するときは H. sapience と書いてよいし、Homo erectus に言及するときは H. erectus と書いてよい。ただし初回は略してはならない。

## イニシャルキャップ
段落の最初の文字を通常より大きくしたり装飾を施したりすることによって強調したもの。節の区切り等を示す目的で用いられる。特に、大きくした文字の位置（ベースライン）を1行目より下げて残りの文章を回り込ませる方法をドロップキャップという。

## 略語
各単語のイニシャルを抽出して作る略語を頭字語 (initialismまたはacronym、違いは当該記事を参照) と呼ぶ。